# Sabine Heß
Sabine Heß (* 1. Oktober 1958 in Dresden, nach Heirat Sabine Schubert) ist eine ehemalige Ruderin aus der DDR. Sie gewann 1976 olympisches Gold im Vierer mit Steuerfrau.
Sabine Heß war als Steuerfrau bereits DDR-Jugendmeisterin mit dem Doppelvierer des SC Einheit Dresden. 1975 belegte sie mit dem Doppelvierer den dritten Platz bei den DDR-Meisterschaften.
Bei den Olympischen Spielen 1976 in Montreal hatte das Frauenrudern seine olympische Premiere. Die Boote aus der DDR gewannen in den sechs Bootsklassen vier Goldmedaillen und zwei Silbermedaillen. Die erste Entscheidung war die im Vierer mit Steuerfrau, wo das Dresdner Boot mit Karin Metze, Bianka Schwede, Gabriele Lohs, Andrea Kurth und Steuerfrau Sabine Heß die erste olympische Goldmedaille im Frauenrudern erhielt. 1977 saßen alle fünf Ruderinnen aus dem Gold-Vierer im Achter, der in Amsterdam den dritten Weltmeistertitel in Folge gewann. 1978 belegte der Dresdner Vierer den zweiten Platz bei den DDR-Meisterschaften und qualifizierte sich nicht für die Weltmeisterschaften.
1976 wurde sie mit dem Vaterländischen Verdienstorden in Silber ausgezeichnet.
Die gelernte Krippenerzieherin arbeitete in Dresden bei der Krippenvereinigung.